# ダーリウィリアン
| 累代        | 代     | 紀           | 基底年代 Mya |
| ----------- | ------ | ------------ | ------------ |
| 顕生代      | 新生代 | 第四紀       | 2.58         |
| 顕生代      | 新生代 | 新第三紀     | 23.03        |
| 顕生代      | 新生代 | 古第三紀     | 66           |
| 顕生代      | 中生代 | 白亜紀       | 145          |
| 顕生代      | 中生代 | ジュラ紀     | 201.3        |
| 顕生代      | 中生代 | 三畳紀       | 251.902      |
| 顕生代      | 古生代 | ペルム紀     | 298.9        |
| 顕生代      | 古生代 | 石炭紀       | 358.9        |
| 顕生代      | 古生代 | デボン紀     | 419.2        |
| 顕生代      | 古生代 | シルル紀     | 443.8        |
| 顕生代      | 古生代 | オルドビス紀 | 485.4        |
| 顕生代      | 古生代 | カンブリア紀 | 541          |
| 原生代      | 原生代 | 原生代       | 2500         |
| 太古代      | 太古代 | 太古代       | 4000         |
| 冥王代      | 冥王代 | 冥王代       | 4600         |
| 1. 2. 3. 4. |        |              |              |

ダーリウィリアン（英: Darriwilian）は、国際層序委員会によって定められた地質学用語である、地質時代名の一つ。4億6730万年前（誤差110万年）から4億5840万年前（誤差90万年）にあたる、中期オルドビス紀を二分した後期である。前の期は中期オルドビス紀前期であるダーピンジアン、次の期は後期オルドビス紀前期であるサンドビアン。日本語ではダリウィル期とも呼ばれる。
ダーリウィリアン階の基底はフデイシの種 Undulograptus austrodentatus の初出現で定義されている。

## 名称
ダーリウィリアンは1899年に地質学者トーマス・サージェント・ホールがオーストラリアのビクトリア州グラント郡のダーリウィル教会区にちなんで提唱した。

## GSSP
ダーリウィリアン階の国際標準模式層断面及び地点(GSSP)は中華人民共和国浙江省常山県の南西3.5キロメートル地点の黄泥塘村の付近の黄泥塘セクション(北緯28度51分14秒 東経118度29分23秒 / 北緯28.8539度 東経118.4897度)で、主に黒色頁岩からなるNingkuo累層の露頭である。ダーリウィリアン階の基底はフデイシの種 Undulograptus austrodentatus の初出現で定義されている。第二の示準化石はフデイシの Arienigraptus zhejiangensis である。
ダーリウィリアン階はイングランドの層序区分ではArenigやLlanvirnと重複する。ダーリウィリアンの基底はArenigのフェニアン階の層準と対比できる。

## 生物層序
ダーリウィリアン階の基底は U. austrodentatus 帯の基底でもある。このゾーンは北大西洋のコノドント Microzarkodina parva 帯の直上に位置する。また、この基底は北アメリカのコノドント Histiodella altifrons 帯の上に位置する。
U. austrodentatus ゾーンは世界中の露頭から知られており、ダーリウィリアン階の基底を容易に対比できる。

## 地層の分布
タイ王国南部のサトゥーン県からはダーリウィリアンからカティアンまでの化石帯が3つ、マレーシアのランカウイ群島からはダーピンジアンからカティアンまでの化石帯が4つ報告されている。